# Oxypilus lamottei
Oxypilus lamottei är en bönsyrseart som beskrevs av Roger Roy 1966. Oxypilus lamottei ingår i släktet Oxypilus och familjen Hymenopodidae. Inga underarter finns listade i Catalogue of Life.